# 眼斑猛蝦蛄
眼斑猛蝦蛄（学名：Harpiosquilla annandalei）为蝦蛄科猛蝦蛄屬下的一个种。